# Московсько-українська війна (1674—1676)
Московсько-українська війна (Московсько-козацька війна) — збройний конфлікт, який тривав у 1674—1676 роках між Україною на чолі з гетьманом Петром Дорошенком із союзниками Османської імперії та Кримського ханства та Московською державою за підтримки місцевих сепаратистів.

## Облава 1662
У 1663 р. козацька держава розпалася на дві окремі Гетьманщини, розділені Дніпром. Тоді, після сумнозвісної Чорної ради, Іван Брюховецький отримав на Лівобережжі гетьманську парадну булаву, а Правобережжя невдовзі обрали Петра Дорошенка.
Обидва починали політичну кар’єру в оточенні Богдана Хмельницького. Проте Дорошенко був «родовідним козаком» і мав значно вищі чини в козацькій ієрархії, ніж Брюховецький. Після того, як Річ Посполита та Московська імперія вирішили розділити Україну, обидва гетьмани шукали підтримки в Османській імперії.
Ставши гетьманом 18 (28) серпня 1665 року, Петро Дорошенко має амбітні плани – возз’єднати Правобережну та Лівобережну Україну в одну державу.
Довгий час Брюховецький вів курс на зближення з Москвою. І лише в умовах політичної кризи він дійшов висновку, що об’єднання Лівобережної та Правобережної України — це план, який може вирішити багато внутрішніх і зовнішніх проблем.
Тож, коли Дорошенко та Брюховецький все-таки об’єднуються, стає очевидним, що останній втрачає свій авторитет в очах козаків. Отже, коли гетьмани зустрілися, Івана Брюховецького вбили власні підлеглі чи то за наказом Дорошенка (він це заперечував), чи то з власної ініціативи.
Наприкінці осені 1665 р. за підтримки кримців і поляків Дорошенку вдалося встановити контроль над Правобережжям і допомогти татарам приборкати ногайське повстання, виконуючи міжнародні зобов’язання. Але менш ніж за рік, намагаючись зупинити зближення Москви і Речі Посполитої, Петро Дорошенко разом із ханом Аділь Гіреєм розпочав боротьбу проти Війська Польської корони.
30 січня (9 лютого) 1667 р. підписанням Андрусівського перемир’я офіційно завершилася московсько-польська війна 1654–1667 рр., за яким територія Української козацької держави була поділена вздовж Дніпра. Під царську владу потрапили й Київ та його околиці, а Запорізька Січ мала бути під спільним контролем обох держав.

### Польська кампанія
Це перемир’я підштовхнуло Військо Запорозьке до союзу з Османською імперією та Кримським ханством проти Речі Посполитої та Московської імперії. Фактично переговори про такий союз велися навесні 1666 р. Переговори йшли про коаліцію османів, кримців і козаків з Польщею проти Москви, або з Москвою проти Польщі. Тепер козацька держава могла розраховувати лише на Османську імперію як на гаранта її суверенітету та територіальної цілісності.
У 1671 році, зібравши нове військо, великий візир Османської імперії Фазіль Ахмед Кепрулу вирішив розпочати війну проти Речі Посполитої. У 1671 р. за підтримки Петра Дорошенка було розпочато військовий похід. Спочатку це було повільно, але в 1672 році великий візир підійшов до Кам’янця, який був захоплений 27 серпня. Після цього він взяв в облогу Львів і зрештою змусив короля Міхала Корибута Вишневецького укласти Бучацький мирний договір.

## Історія
Поки йшли бої на заході, 17 (27) березня 1674 року в Переяславі відбулася козацька рада лівобережних козаків-сепаратистів за участю білогородського воєводи Григорія Ромодановського та представників десяти правобережних козацьких полків.
На території Війська Запорозького в січні 1674 р. почався наступ московських військ, які 2 серпня обложили Петра Дорошенка Чигирин - столицю Війська Запорозького. Москвичів і сепаратистів підтримали жителі Ладижина та Умані. Дізнавшись про ситуацію, султан Мегмед IV наказав допомогти Дорошенку. 19 серпня султан здобув Ладижин, а 4 вересня — Умань. Жителі обох міст були страчені або визнані зрадниками та повстанцями, згідно з нормами тогочасного османського права.
Через військові поразки та втрату популярності османів позиції Дорошенка ослабли. Він змушений був за посередництва запорожців на чолі з Іваном Сірком розпочати переговори про перехід під владу московського царя.
На початку вересня 1676 року гетьман Війська Запорозького Петро Дорошенко залишив Чигирин військам Григорія Ромодановського та Самойловича. А 19 (29) вересня у супроводі старшини та мешканців столиці та околиць (всього 2000 осіб) Дорошенко переправився через Дніпро і прибув до табору Івана Самойловича та боярина Григорія Ромодановського, де віддав свої регалії лівобережний гетьман. вірний новому цареві Федору Олексійовичу.

## Результат
Програна війна призвела до зміцнення Московської держави та тривалої окупації України. Кримське ханство і Військо Запорозьке зникли в наступні півтора століття.